# 5-metiltetrahidropteroiltriglutamat—homocistein S-metiltransferaza
5-metiltetrahidropteroiltriglutamat—homocistein -metiltransferaza (EC 2.1.1.14, tetrahidropteroiltriglutamatna metiltransferaza, homocisteinska metilaza, metiltransferaza, tetrahidropteroilglutamat-homocisteinska transmetilaza, metiltetrahidropteroilpoliglutamat:homocistein metiltransferaza, kobalamin-nezavisna metioninska sintaza, metioninska sintaza (kobalamin-nezavisni), METE) je enzim sa sistematskim imenom 5-metiltetrahidropteroiltri--glutamat:L-homocistein -metiltransferaza. Ovaj enzim katalizuje sledeću hemijsku reakciju
-metiltetrahidropteroiltri--glutamat + L-homocistein {\displaystyle \rightleftharpoons } tetrahidropteroiltri--glutamat + L-metionin
Za dejstvo ovog enzima je neophodan fosfat i cink. Enzim iz Escherichia coli takođe koristi redukujući sistem.

## Literatura
- Nicholas C. Price; Lewis Stevens (1999). Fundamentals of Enzymology: The Cell and Molecular Biology of Catalytic Proteins (Third изд.). USA: Oxford University Press. ISBN 019850229X.
- Eric J. Toone (2006). Advances in Enzymology and Related Areas of Molecular Biology, Protein Evolution (Volume 75 изд.). Wiley-Interscience. ISBN 0471205036.
- Branden C; Tooze J. Introduction to Protein Structure. New York, NY: Garland Publishing. ISBN 0-8153-2305-0.
- Irwin H. Segel. Enzyme Kinetics: Behavior and Analysis of Rapid Equilibrium and Steady-State Enzyme Systems (Book 44 изд.). Wiley Classics Library. ISBN 0471303097.
- William P. Jencks (1987). Catalysis in Chemistry and Enzymology. Dover Publications. ISBN 0486654605.

## Spoljašnje veze
- 5-methyltetrahydropteroyltriglutamate-homocysteine+S-methyltransferase на 